# 尤素普·杨善新
尤素普·杨哈耶维奇·杨善新（俄语：Юсуп Янхаевич Яншансин，姓氏本字为杨先生），另译杨尚新，吉尔吉斯斯坦东干族语言学家、作家。

## 生平
尤素普·杨善新于1909年出生在伊塞克湖附近的伊尔迪克村。1925年至1930年他在塔什干的鞑靼教育学校（后来的师范学院）学习。1932年在吉尔吉斯斯坦语言文字科学研究所任职。直到1940年，他一直担任该研究所的科学秘书。1999年去世。